# MetaComCo
MetaComCo — компания по разработке программного обеспечения для компьютерных систем, основанная в 1981 году в Бристоле (Англия) Питером Макеонисом и Дереком Баджем.
Первым продуктом компании был MBASIC-совместимый интерпретатор Бейсика для IBM PC, лицензию на который в 1982 году приобрела компания Digital Research и выпустила под названием Digital Research Personal Basic (он же PBASIC) для работы в своей операционной системе CP/M. Затем последовали реализации других языков программирования, также лицензированные Digital Research и MetaComCo открыла офис в Пасифик-Гров (Калифорния, США) для обслуживания своих американских заказчиков.
В 1984 году в компанию пришёл Тим Кинг, принеся версию операционной системы TRIPOS для процессоров m68k, над которой он работал пока был исследователем в Кембриджском университете.
TRIPOS использовалась как основа для AmigaDOS, предоставлявшей функции для работы с файлами в AmigaOS. MetaComCo получила контракт от Commodore, так как разработка изначально планируемой для Amiga дисковой операционной системой под названием CAOS запаздывала, времени оставалось очень мало, а TRIPOS давала преимущество в замене системы.
MetaComCo также разработала ABasiC для Amiga, который поначалу поставлялся в комплекте с компьютерами.
Задолго до неприятностей с Commodore MetaComCo также работала с Atari над выпуском BASIC, который изначально поставлялся с Atari ST — ST BASIC.
Компания также продавала компилятор Lattice C для Sinclair QL и Atari ST, линейку компиляторов различных языков для компьютеров на основе m68k, программное обеспечение LISP и REDUCE от RAND Corporation.
Несколько работников ушли из MetaComCo, чтобы основать компанию Perihelion Software. Макеонис основал Triangle Publishing, компанию по выпуску программного обеспечения, известную созданием ST Organizer для Atari ST и PC Organizer и Counterpoint (систему GUI) для компьютеров Amstrad и GoldStar.